# Piermario Morosini
Piermario Morosini (Bergamo, 5 juli 1986 – Pescara, 14 april 2012) was een Italiaans voetballer die als middenvelder speelde.
Morosini debuteerde bij Udinese maar brak niet door. Na een succesvolle periode bij Vicenza werd hij in 2009 door Udinese teruggehaald. Hij speelde voor diverse clubs op huurbasis en was ook Italiaans jeugdinternational.
Op 14 april 2012 kreeg hij als speler van Livorno tijdens de uitwedstrijd bij Pescara een hartstilstand en overleed.